# Leichtathletik-Weltmeisterschaften 2013/Teilnehmer (Nigeria)
| Gelbes Symbol für Goldmedaillen mit stilisierten Olympischen Ringen | Graues Symbol für Silbermedaillen mit stilisierten Olympischen Ringen | Braundes Symbol für Bronzemedaillen mit stilisierten Olympischen Ringen |
| ------------------------------------------------------------------- | --------------------------------------------------------------------- | ----------------------------------------------------------------------- |
| —                                                                   | 1                                                                     | 1                                                                       |

Der Leichtathletik-Verband Nigerias stellte bei den Leichtathletik-Weltmeisterschaften 2013 in der russischen Hauptstadt Moskau zehn Athletinnen und sieben Athleten.

## Ergebnisse

### Männer

#### Laufdisziplinen
| Athlet                                                                     | Disziplin | Vorlauf     | Vorlauf | Halbfinale         | Halbfinale         | Finale             | Finale             |
| Athlet                                                                     | Disziplin | Zeit        | Platz   | Zeit               | Platz              | Zeit               | Platz              |
| -------------------------------------------------------------------------- | --------- | ----------- | ------- | ------------------ | ------------------ | ------------------ | ------------------ |
| Ogho-Oghene Egwero                                                         | 100 m     | 10,26 s     | 27      | nicht qualifiziert | nicht qualifiziert | nicht qualifiziert | nicht qualifiziert |
| Noah Akwu Gerald Oghenemega Odeka Tobi Ogunmola Abiola Onakoya Isah Salihu | 4 × 400 m | 3:04,52 min | 18      |                    |                    | nicht qualifiziert | nicht qualifiziert |

#### Sprung/Wurf
| Athlet    | Disziplin  | Qualifikation | Qualifikation | Finale | Finale |
| Athlet    | Disziplin  | Weite         | Platz         | Weite  | Platz  |
| --------- | ---------- | ------------- | ------------- | ------ | ------ |
| Tosin Oke | Dreisprung | DNS           | DNS           | –––    | –––    |

### Frauen

#### Laufdisziplinen
| Athlet                                                                                | Disziplin    | Vorlauf        | Vorlauf | Halbfinale         | Halbfinale         | Finale             | Finale             |
| Athlet                                                                                | Disziplin    | Zeit           | Platz   | Zeit               | Platz              | Zeit               | Platz              |
| ------------------------------------------------------------------------------------- | ------------ | -------------- | ------- | ------------------ | ------------------ | ------------------ | ------------------ |
| Gloria Asumnu                                                                         | 100 m        | 11,27 s SB     | 15      | 11,44 s            | 23                 | nicht qualifiziert | nicht qualifiziert |
| Stephanie Kalu                                                                        | 100 m        | 11,67 s        | 34      | nicht qualifiziert | nicht qualifiziert | nicht qualifiziert | nicht qualifiziert |
| Blessing Okagbare                                                                     | 100 m        | 11,03 s        | 3       | 11,08 s            | 7                  | 11,04 s            | 6                  |
| Blessing Okagbare                                                                     | 200 m        | 22,79 s        | 8       | 22,39 s            | 2                  | 22,32 s            | Bronze             |
| Regina George                                                                         | 400 m        | 51,01 s        | 8       | 50,84 s PB         | 10                 | nicht qualifiziert | nicht qualifiziert |
| Ugonna Ndu                                                                            | 400 m        | DNS            | DNS     | –––                | –––                | –––                | –––                |
| Omolara Omotoso                                                                       | 400 m        | 51,98 s        | 17      | 52,38 s            | 21                 | nicht qualifiziert | nicht qualifiziert |
| Muizat Ajoke Odumosu                                                                  | 400 m Hürden | DSQ            | DSQ     | –––                | –––                |                    |                    |
| Ugonna Ndu                                                                            | 400 m Hürden | 57,27 s        | 23      | nicht qualifiziert | nicht qualifiziert | nicht qualifiziert | nicht qualifiziert |
| Blessing Okagbar Gloria Asumnu Stephanie Kalu Alphonsus Peace Uko                     | 4 × 100 m    | DSQ            | DSQ     |                    |                    | –––                | –––                |
| Omolara Omotoso Patience Okon George Bukola Abogunloko Regina George Josephine Ehigie | 4 × 400 m    | 3:27,29 min SB | 4       |                    |                    | 3:27,57 min        | 6                  |

#### Sprung/Wurf
| Athletin          | Disziplin  | Qualifikation | Qualifikation | Finale     | Finale |
| Athletin          | Disziplin  | Weite/Höhe    | Platz         | Weite/Höhe | Platz  |
| ----------------- | ---------- | ------------- | ------------- | ---------- | ------ |
| Blessing Okagbare | Weitsprung | 6,83 m        | 2             | 6,99 m     | Silber |